# Allmaniella setubalensis
Allmaniella setubalensis är en ringmaskart som beskrevs av McIntosh 1885. Allmaniella setubalensis ingår i släktet Allmaniella och familjen Polynoidae. Arten har ej påträffats i Sverige. Inga underarter finns listade i Catalogue of Life.